# Lonchotura
Lonchotura is een geslacht van vlinders van de familie Sematuridae.

## Soorten
- L. fassli Pfeiffer
- L. genevana Westwood, 1879
- L. ocylus Boisduval, 1870